# スティーブ・ブリッジス
スティーブ・ブリッジス（Steve Bridges, 1963年5月22日 - 2012年3月3日）は、アメリカ合衆国のコメディアン、ものまねタレント、俳優。200以上のものまねのレパートリーを持ち、中でもバーニー・ファイフ（メイベリー110番）やホーマー・シンプソン（ザ・シンプソンズ）などのテレビキャラクター、トム・ブロコウやポール・ハーヴェイ、ラッシュ・リンボーなどのニュースキャスター、ビル・クリントンやジョージ・W・ブッシュ、バラク・オバマ、アーノルド・シュワルツェネッガーなどの政治家のものまねを得意としていた。
2006年、ホワイトハウス記者協会主催のディナーパーティーにて、本物のジョージ・W・ブッシュ大統領と共演した。
2012年3月3日、ロサンゼルスの自宅で死去。

## 主な出演
- Nurses - 1994年、トーランス(Torrance)役
- The District - 2000年
- ER緊急救命室（原題：ER） - 2001年、レオーネ(Leone)役

### ジョージ・W・ブッシュ役
- 犯罪捜査官ネイビーファイル（原題：JAG） - 2002年、第8シーズン第4話『Dangerous Game』
- NCIS 〜ネイビー犯罪捜査班（原題：NCIS: Naval Criminal Investigative Service） - 2003年、第1シーズン第1話『大統領の警護』(Yankee White)
- Whoopi - 2003年、『The Vast Right Wing Conspiracy』
- George Lopez - 2003年
- Comedy Central Roast of Jeff Foxworthy - 2005年
- Merry F#%$in' Christmas - 2005年
- ザ・トゥナイト・ショー・ウィズ・ジェイ・レノ（原題：The Tonight Show with Jay Leno）
- Blue Collar Comedy Tour: One For the Road
- ザ・ビュー（原題：The View） - 2006年5月29日
- ラリー・キング・ライブ（原題：Larry King Live） - 2006年
- Lange Flate Ballær 2 - 2008年
- I Love the New Millennium - 2008年